# Acordo Provisório do Sinai
O Acordo Provisório do Sinai, também conhecido como Acordo do Sinai II, foi um acordo diplomático assinado pelo Egito e Israel em 4 de setembro de 1975, com a intenção de resolver pacificamente disputas territoriais. A cerimônia de assinatura ocorreu em Genebra.
O acordo estabelecia que os conflitos entre os países “não serão resolvidos pela força militar, mas por meios pacíficos”. Também apelou “a uma maior retirada no Sinai e a uma nova zona tampão da ONU”. Assim, o acordo reforçou o compromisso de Israel e do Egito em cumprir a Resolução 338 da ONU e fortaleceu as relações diplomáticas entre o Egito, Israel e os Estados Unidos.
O objetivo deste acordo, aos olhos dos Egípcios, era recuperar o máximo possível da Península do Sinai (que tinha sido ocupada por Israel desde 1967) através da diplomacia. Embora o acordo tenha fortalecido a relação do Egito com o mundo ocidental, diminuiu as suas relações com outros membros da Liga Árabe (especialmente a Síria e a Organização para a Libertação da Palestina).